# Mărăcineni (okręg Buzău)
Mărăcineni – wieś w Rumunii, w okręgu Buzău, w gminie Mărăcineni. W 2011 roku liczyła 2996 mieszkańców.